# HBLA Ursprung
Die Höhere Bundeslehranstalt für Landwirtschaft, Ursprung (HBLA Ursprung), ist eine höhere landwirtschaftliche Ausbildungsstätte für die westlichen Bundesländer Österreichs und befindet sich im Ortsteil Ursprung der Gemeinde Elixhausen im Land Salzburg.

## Ausbildungsangebot
Der Schulbesuch der Lehranstalt dauert fünf Jahre und schließt mit der Matura ab. Zusätzlich können Absolventen den Landwirtschaftlichen Facharbeiterbrief beantragen. Alternativ zur landwirtschaftlichen Fachrichtung existierte ab 1998 der Schwerpunkt Umwelttechnik, der 2016 durch die nunmehrige Fachrichtung Umwelt- und Ressourcenmanagement abgelöst wurde.
Neben der regulären fünfjährigen Ausbildung bietet die HBLA Ursprung für Absolventen einer landwirtschaftlichen Fachschule die Möglichkeit, die Matura im Rahmen eines dreijährigen Aufbaulehrgangs für Landwirtschaft zu erlangen.
Die Auswahl an zu absolvierenden Freifächern sowie frei wählbaren Projekten umfasst diverse Sport- und Musikangebote, Bienenkunde, Fleischverarbeitung, Biolandwirtschaft, Energie- und Messtechnik sowie Gen- und Biotechnologie.
Alle Schüler müssen während ihrer Schulzeit in verschiedenen Bereichen und teils im Ausland Praktika absolvieren: 4 Wochen zwischen 2. und 3. Jahrgang, 14 Wochen zwischen 3. und 4. Jahrgang und wieder 4 Wochen zwischen 4. und 5. Jahrgang.

## Weiteres
Am Gelände der Schule befindet sich neben dem Schloss Ursprung ein landwirtschaftlicher Lehrbetrieb. An die Schule sind zwei Internate angeschlossen.
Als landwirtschaftliche Ausbildungsstätte untersteht die HBLA Ursprung dem Bundesministerium für Landwirtschaft, Regionen und Tourismus. 

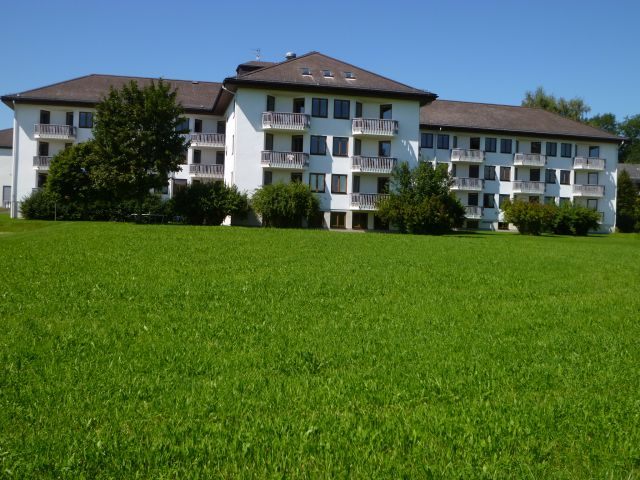
Internatsgebäude
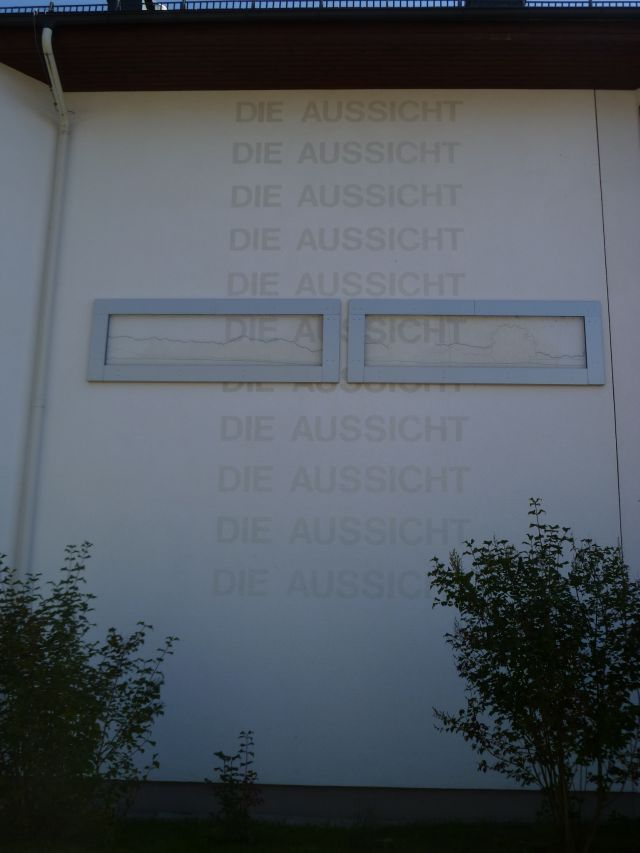
Kunst auf einem Gebäude